# Dama o przedziwnych oczach
Dama o przedziwnych oczach (bułg. Дамата с рентгеновите очи, dosł. Dama o rentgenowych oczach) – opowiadanie Swetosława Minkowa, opublikowane w 1934 roku w tomie pod tym samym tytułem. Opowiadanie jest reprezentatywne dla drugiego okresu twórczości Minkowa, w którym szczególnie chętnie sięgał on po ironię, satyrę i groteskę.

## Treść
Do instytutu piękności Amulet, prowadzonego przez mistrza Cesario Galfone i specjalizującego się w chirurgii estetycznej, przychodzi kobieta, Mimi Trompejewa. Choć Mimi jest kobietą zgrabną, ze względu na swą ułomność (zez) nie potrafi nawiązywać i utrzymywać kontaktów z innymi ludźmi, gdyż ma wrażenie, że kobiety nią pogardzają, zaś mężczyźni unikają. Wizyta w gabinecie mistrza Galfone oraz zastosowanie przez niego rentgenolu odmienia jej życie.
Opowiadanie składa się z dwóch części. W pierwszej narrator przedstawia mistrza Galfone i Mimi, opisuje ich spotkanie i kurację, jaką Galfone zastosował, by pomóc Mimi. Część drugą stanowi krótki pamiętnik zawierający obserwacje i uwagi Mimi Trompejewej, która po operacji zaczyna postrzegać świat zupełnie inaczej, niż wcześniej.
Opowiadanie zostało przełożone na język polski przez Halinę Kalitę i opublikowane w tomie Alchemia miłości i inne opowiadania, Warszawa 1960.